# Kashan
Kāshān (farsi کاشان) è il capoluogo dello shahrestān di Kashan, circoscrizione Centrale, nella Provincia di Esfahan. Aveva, nel 2006, 248.789 abitanti. Il suo nome deriva dalla parola kashi che significa piastrella. Kashan è la prima di una serie di grandi oasi lungo la strada che porta da Qom a Kerman al margine dei grandi deserti centrali dell'Iran.

## Storia
I rinvenimenti archeologici sulle collinette di Tepe Siyalk (Tappeh Sialk, تپه سیلک, in farsi), 4 km ad ovest di Kashan, rivelano come questa sia stata una delle primarie zone di civilizzazione nella preistoria e i reperti la fanno risalire a 8000 anni fa. I primi scavi risalgono al 1936/37 ad opera dell'archeologo francese Roman Ghirshman e proseguono tuttora. Manufatti del sito si trovano al Louvre, al Metropolitan Museum di New York e al Museo Nazionale dell'Iran a Teheran. Kashan risale al periodo elamico e nei sobborghi si erge ancora una ziggurat che risulta essere più antica di quella di Ur.
Il terremoto del 1778 rase al suolo la città e gli edifici safavidi, provocando 8.000 vittime, ma Kashan si è rinnovata ed è oggi un punto focale d'attrazione turistica con le sue case storiche del XVIII e XIX secolo, esempi di architettura residenziale persiana tradizionale e dell'estetica qajar.

## Monumenti e luoghi d'interesse

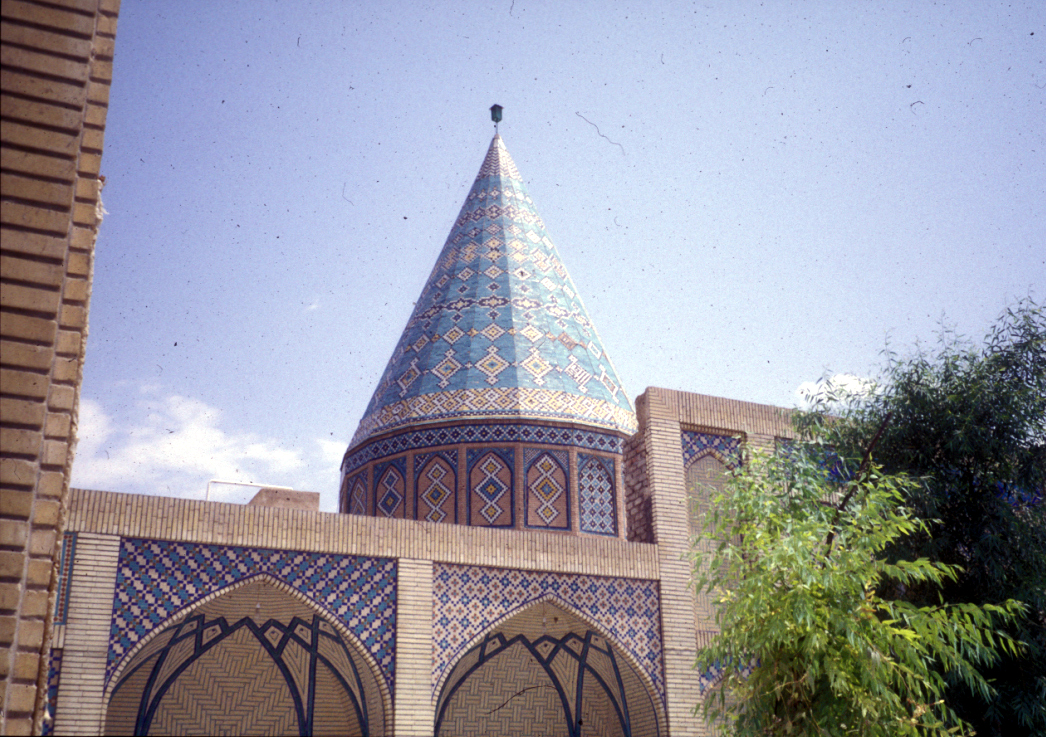
La tomba di Abū Lu'lu'a

- A Kashan si trova la tomba di Abu-Lu'lu'a (Pirouz Nahāvandi), il soldato persiano ridotto in schiavitù dai conquistatori islamici che assassinò il califfo 'Omar ibn al-Khattāb nel 644.
- Si ergono ancora nel centro della città le mura del forte Ghal'eh Jalali, eretto per ordine del sultano Malik Shah I, della dinastia selgiuchide, nell'XI secolo.
- Kashan è stata anche un luogo di villeggiatura dei re safavidi. Bagh-e Fin (giardino di Fin; باغ فین in persiano) in particolare, è uno dei più famosi giardini dell'Iran. Fu progettato dallo Shah Abbas I come una classica visione persiana del paradiso. Le costruzioni originali safavidi sono state sostanzialmente rimpiazzate durante la dinastia Qajar, benché la disposizione degli alberi e delle vasche marmoree si avvicini a quella originale. Il sito è peraltro noto per essere stato la scena dell'assassinio di Mirza Taghi Khan, noto come Amir Kabir[7], cancelliere dello scià Nasser al-Din Shah Qajar.
- Moschea del Venerdì, il più antico edificio della città.
- Moschea e madrasa Agha Bozorg, costruita alla fine del 1700.
- L'hammam del sultano Mir Ahmad.
- Le "case storiche" ossia delle residenze private oggi diventate musei: casa Borujerdi (خانه بروجردی‌ها, Khāneh Borujerdihā), Casa Tabātabāei (خانه طباطبایی‌ها, Khāneh Ṭabāṭabā'ihā), ʿAmeri (خانه عامری‌ها, Khāneh ʿĀmerihā), ʿAbbāsi (خانه عباسی‌ها, Khāneh ʿAbbāsiha).
- Il bazar di Kashan

## Amministrazione

### Gemellaggi
- Umeå, Svezia

## Galleria d'immagini

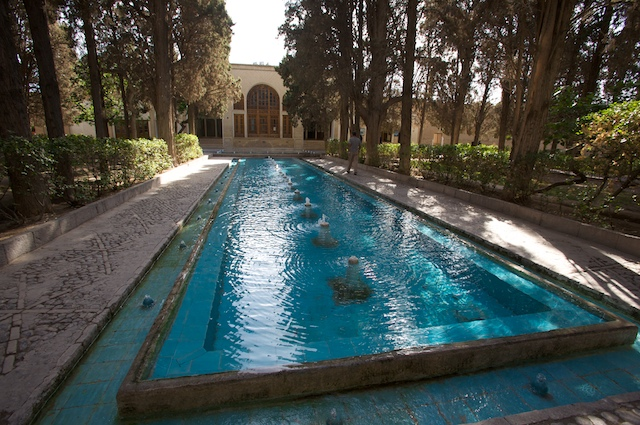
I giardini Fin (Bagh-e Fin)
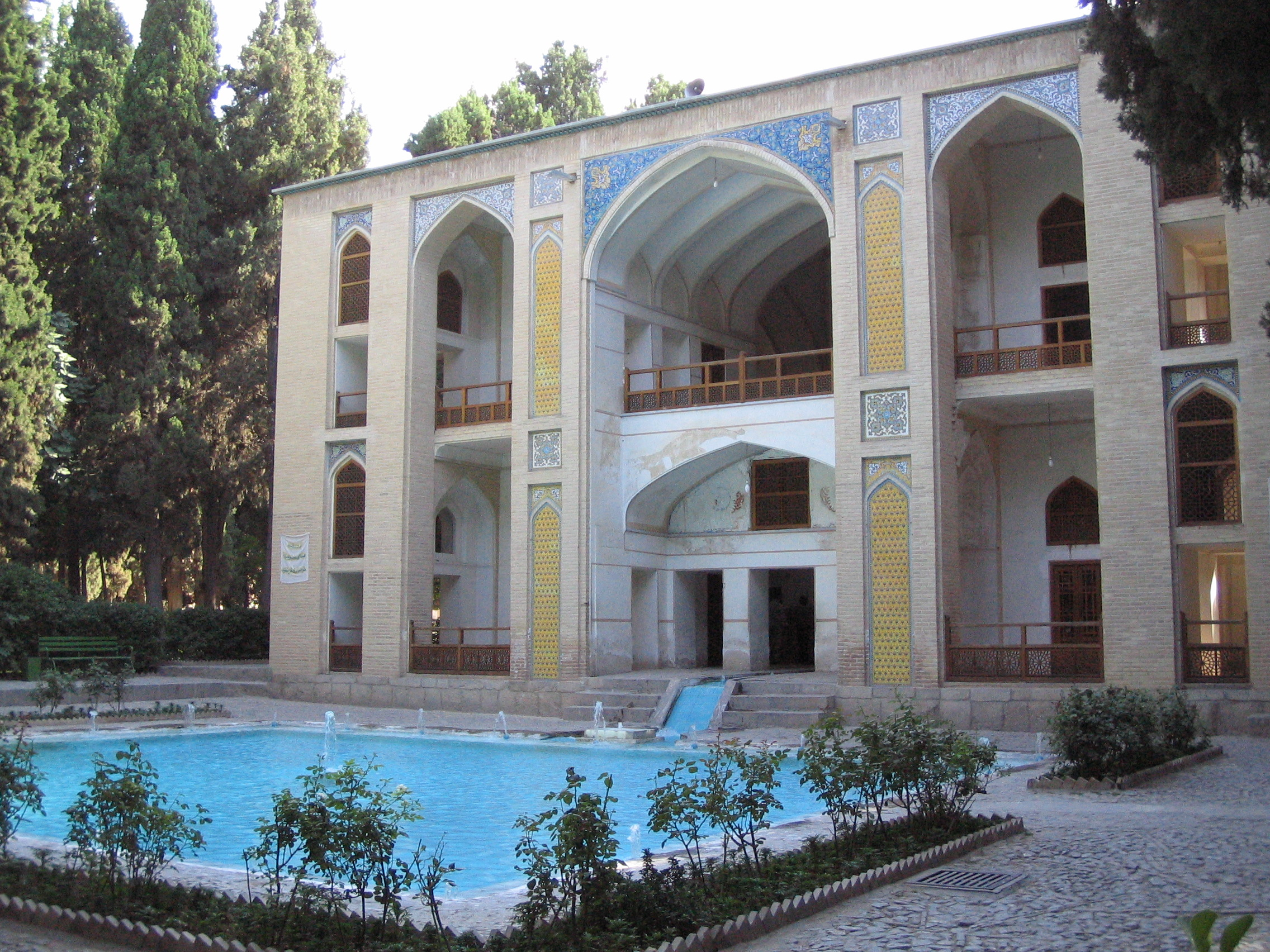
Padiglione centrale nei giardini Fin
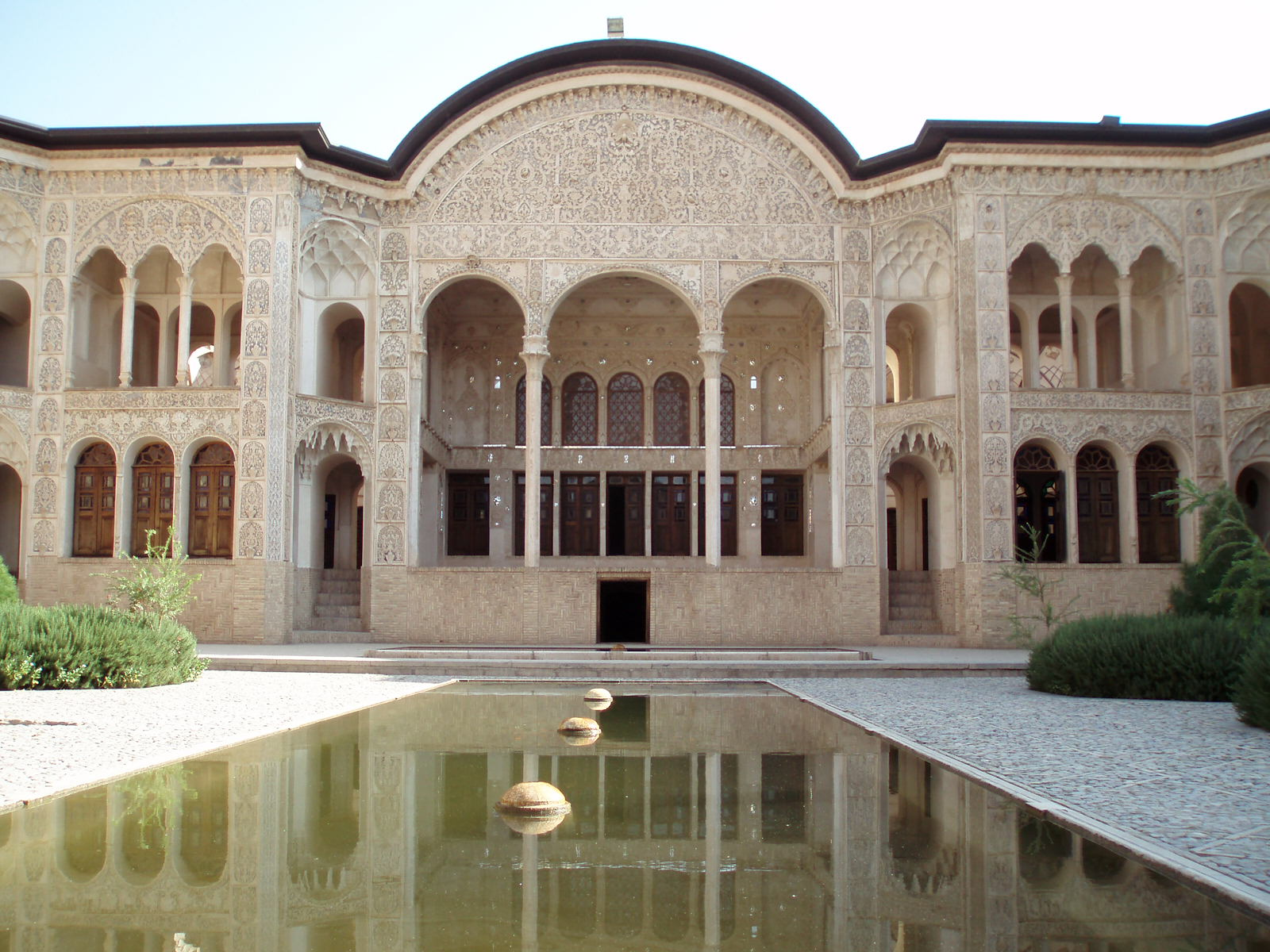
La casa Borujerdi
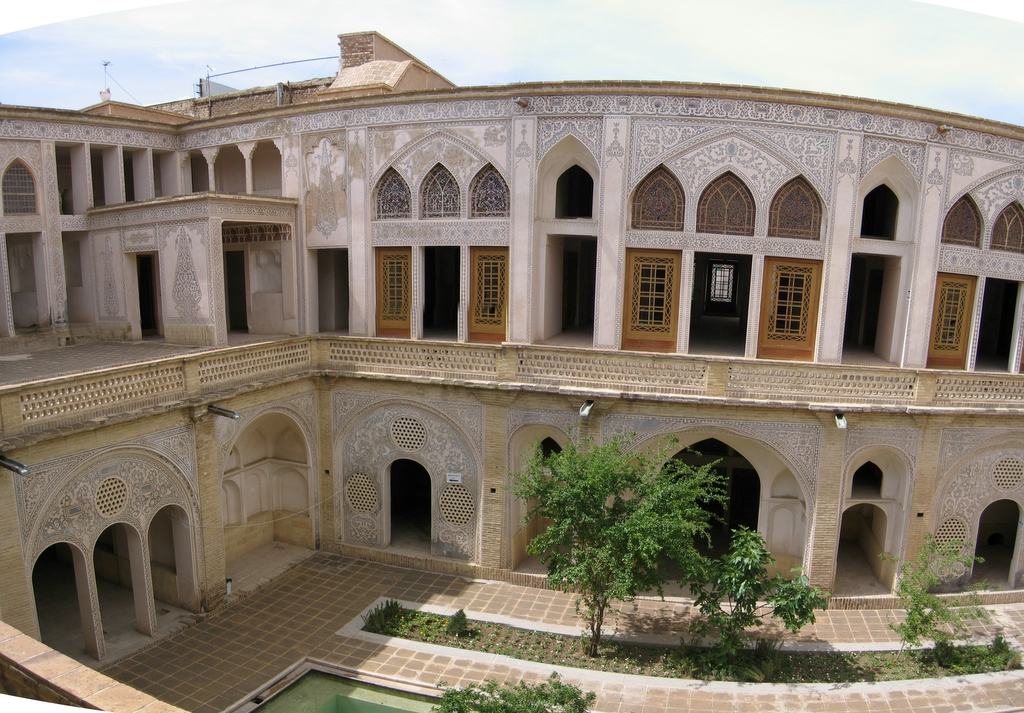
La casa Abbasi
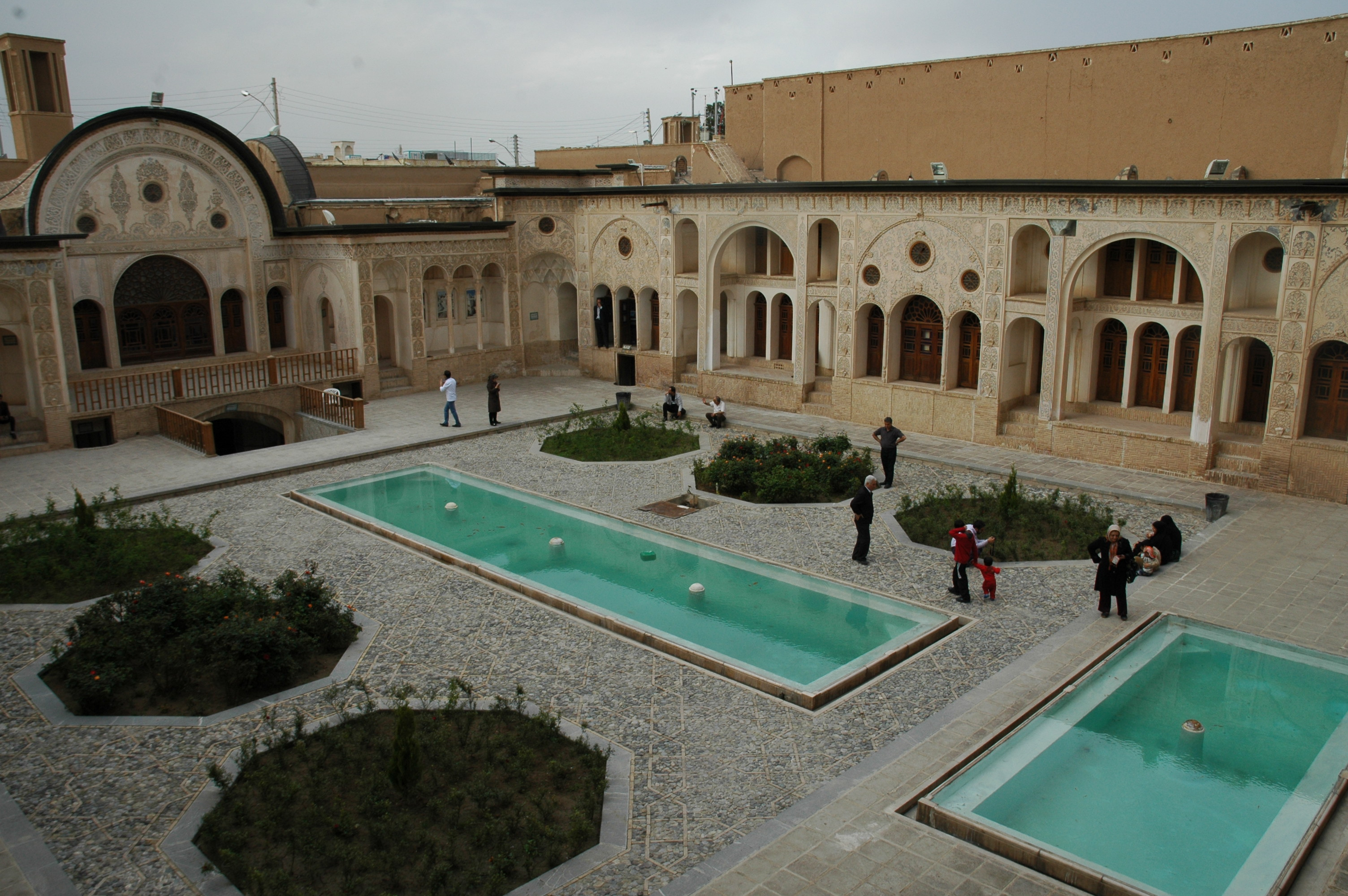
La Casa Tabātabāei